# Исланђани
Исланђани (исл. Íslendingar) су мали германски народ са Исланда и потомци су досељеника из западне Норвешке. Према историјским подацима и ДНК анализама, између 60 и 80% Исланђана је нордијског порекла, док су остали потомци Келта са Британских острва. Исланд је постао независна нација од Данске монархије 17. јуна 1944. године.
Исланђани говоре исландским језиком који припада западноскандинавској групи северногерманских језика, а у конфесионалном погледу су хришћани лутерани.

## Порекло имена
Назив овог народа потиче од матичног острва са којег потичу Исланда (исл. Ísland, ледена земља). Исланђани сами себе називају Ислендингар (исл. Íslendingar).

## Историја
Геолошки гледано Исланд је релативно млада копнена маса настала вулканским ерупцијама пре око 20 милиона година у северном Атлантику. Прва људска насеља на острву су се појавила око 874. године, мада по неким археолошким истраживањима постоје докази о постојању насеља и пре нордијских миграција у IX век.

### Прве насеобине
Први Викинг који је крочио на тло Исланда био је Гардар Сваварсон током 860-их година. Наиме његов брод који је пловио од Норвешке ка Хебридима је у олуји скренуо са пута и сасвим случајно пристао на североисточну обалу Исланда код данашњег града Хусавика. Сваварсон је презимео на острву а по повратку је новооткривену земљу назвао по свом имену Garðarshólmi. Његово случајно откриће потакло је будуће насељавање острва.
Године 874. је норвешки велможа по имену Инголфр Арнарсон (исл. Ingólfr Arnarson) са својом породицом основао прво насеље на западу Исланда. Насеље је назвао Рејкјавик или „димни залив“ због стубова паре која се дизала из гејзира. Арнарсон се сматра првим стално насељеним човеком на Исланду. Бежећи од тираније норвешког краља Харалда Лепокосог за Арнарсоном су се већ исте године упутиле и друге групе Норвежана који су са собом понели и сву своју имовину, укључујући и стоку и робове. Пловили су у својим бродићима преко северног Атлантика 1.000 км према западу. Према Исландским сагама поред норвешких Викинга у првом валу насељавања били су и Шкоти и Ирци који су углавном били у служби робова норвешких господара. Број Келтских робова је био много већи него број нордијских досељеника, те са тим у вези неке савремене студије сматрају да учешће ове популације у генетској структури савремених Исланђана прелази 60% (слично као на Фарским Острвима).
Тај први вал насељавања Исланда (исл. Landnámsöld) трајао је од 874. до 930. и у том периоду је основан и исландски парламент (Алтинг, Alþing) у Тингвелиру (Þingvellir).

## Оддовека
Године 930. на једној ливади у месту Тингвелир у близини Рејкјавика састали су се сви локални владари и основали Алтинг, односно први парламент Исланда са циљем доношења одлука зарад општег добра свих на острву. Међутим од самог свог почетка одлуке Алтинга се нису спроводиле на целом острву. Сукоби између водећих обласних господара су кулминирали 1262. и толико су разјединили Исланд да је у помоћ као посредник позван тадашњи норвешки краљ Хокон IV и тај период је у исландској историји познат као „Доба стурлунга“ (Sturlungaöld).
Исланд је под влашћу Норвешке био све до 1380. када се угасила тадашња норвешка краљевска лоза. Као резултат тога, и Исланд и Норвешка долазе под власт Данске. Увођењем апсолутизма у Данској, Исланд је сва своја права пренио на данску круну и фактички изгубио своју независност. Данска није сматрала Исланд својом колонијом и није помагала острво ни економски ни војно. Због недостатка војне помоћи пиратски бродови су често упадали на Исланд и пљачкали тамошња приобална насеља. За разлику од Норвешке, Данска није имала потребе за рибом и вуном са Исланда што је уништило привреду острва. Данска Влада је чак 1602. забранила Исланду да тргује са осталим земљама.
Године 1783/84 Исланд је захватила велика природна катастрофа када је вулкан Лаки на југу острва еруптирао. Том приликом вулкан је избацио преко 15 км³ базалтне лаве и 0,91 км³ разног пирокластичног материјала. Последице ерупције по исланд су биле катастрофалне. Између 25% и 33% свих становника је умрло од глади у две године, угинуло је 80% свих оваца на острву, половина све стоке и коња.